# 大莫鲁
大莫鲁是巴西圣卡塔琳娜州的一个市镇。总面积256.468平方公里，总人口2727人，人口密度10.6人/平方公里。